# 希比斯山脉

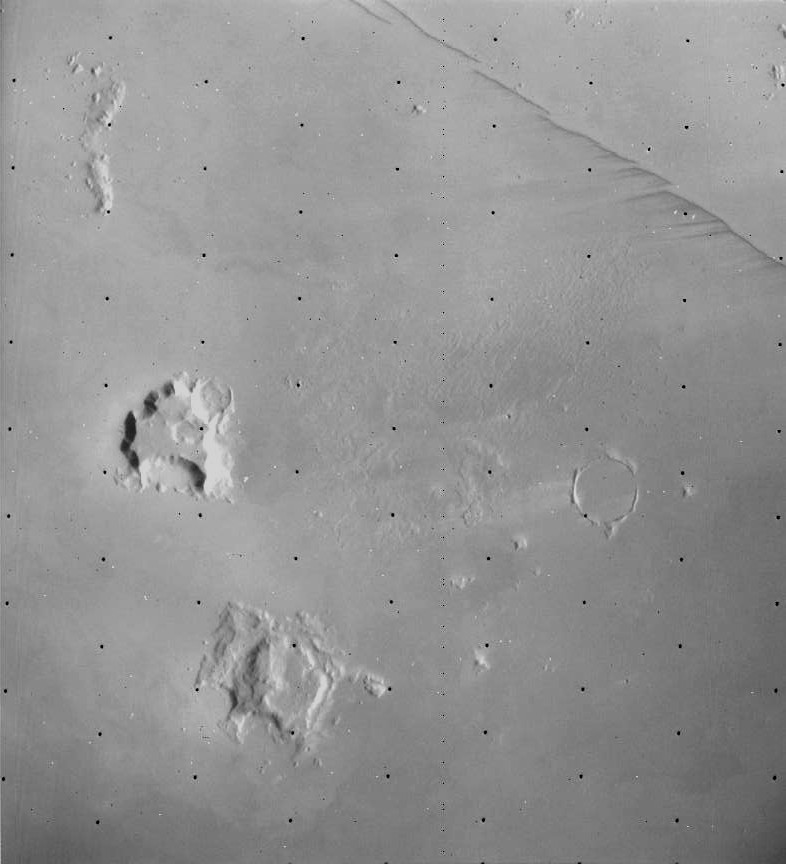
1980年海盗1号轨道飞行器拍摄的照片。

希比斯山脉（Hibes Montes）是坐落在火星埃律西昂平原上一座长约137公里的西北-东南向山脉，其名称取自古典反照率特征名，1985年被国际天文学联合会批准接受。

## 另请查看
- 火星山脉列表